# 실수의 완비성
실수의 이론에서, 실수의 완비성(實數-完備性, 영어: completeness of the real numbers)은 대략 '메꿔질 구멍이 없다'는 의미의, 실수의 핵심적 성질이다. 실수의 연속성(實數-連續性, 영어: continuity of real numbers)이라고도 불리는데, 함수의 연속성과는 다른 개념이다. 공리적으로 정의된 실수에게 있어, 실수의 완비성은 증명할 필요가 없는 공리이며, 이를 완비성 공리(完備性公理, 영어: completeness axiom)라고 한다. 완비성 공리는 순서체 공리와 함께 실수 공리를 이룬다. 구성적으로 정의된 실수에게 있어, 실수의 완비성은 정리이며, 이는 서로 다른 실수 모형으로부터 서로 다른 방법으로 증명된다.
실수의 완비성의 서술 방법은 다양하며, 각기 다른 각도와 강조점이 있다. 상한 공리 또는 최소 상계 공리(最小上界公理, 영어: least upper bound axiom)는 가장 자주 사용되는 형태이며, 이에 따르면 실수 부분 집합이 상계를 가지면 반드시 상한을 가진다. 이와 달리, 유리수는 완비성을 만족하지 못한다. 예를 들어, 제곱이 2보다 작은 유리수들의 집합은 유리수 상계를 갖지만, 유리수 상한을 갖지 못한다.
상한 공리를 비롯한 일부 완비성 공리는 순서체 공리 아래 서로 동치이며, 순서체 공리와 이들 완비성 공리 가운데 하나로부터 실수의 모든 성질들을 유도할 수 있다. 그러나, 일부 완비성 공리는 보다 더 약한 공리이며, 순서체 공리와 이들 가운데 하나로부터 실수의 일부 성질들을 유도할 수 없다. 특히, 아르키메데스 성질을 유도할 수 없는데, 약한 완비성 공리에 아르키메데스 성질을 추가하여 얻는 공리는 상한 공리와 동치이며, 순서체 공리와 함께 실수의 모든 성질들을 유도할 수 있다.

## 정의
실수의 완비성 공리들은 다음과 같다. 이들 가운데 일부는 서로 동치이지 않다.

### 상한 공리
실수 부분 집합 {\displaystyle S\subset \mathbb {R} }의 한 상계는 다음을 만족시키는 실수 {\displaystyle u\in \mathbb {R} }이다.
- 임의의 {\displaystyle s\in S}에 대하여, {\displaystyle s\leq u}

실수 부분 집합 {\displaystyle S\subset \mathbb {R} }의 상한은 다음 두 조건을 만족시키는 실수 {\displaystyle u\in \mathbb {R} }이다.
- {\displaystyle u}는 {\displaystyle S}의 상계이다.
- 만약 {\displaystyle u'}가 {\displaystyle S}의 상계라면, {\displaystyle u\leq u'}이다.

비슷하게, 실수 부분 집합의 하계와 하한을 정의할 수 있다.
상한 공리는 다음과 같은 서로 비슷하며 동등한 방식으로 서술된다.
- (상한 공리) 공집합이 아닌, 상계를 갖는 실수 부분 집합은 항상 상한을 갖는다.
- (하한 공리) 공집합이 아닌, 하계를 갖는 실수 부분 집합은 항상 하한을 갖는다.
- 공집합이 아닌 유계 실수 부분 집합은 항상 상한과 하한을 갖는다.

증명 (세 가지 서술의 동치):
상한 공리 가정 아래, 실수 부분 집합 {\displaystyle S\subset \mathbb {R} }이 하계를 갖는다고 하자. 그렇다면,
{\displaystyle -\sup(-S)}
는 {\displaystyle S}의 하한이다.
비슷하게, 하한 공리 가정 아래 상한 공리를 증명할 수 있다.

### 단조 수렴 정리
단조 수렴 정리는 다음과 같은 서로 비슷하며 동등한 방식으로 서술된다.
- 단조 증가하며 상계를 갖는 실수 수열은 수렴 수열이다.
- 단조 감소하며 하계를 갖는 실수 수열은 수렴 수열이다.
- 단조 유계 수열은 수렴 수열이다.

증명 (세 가지 서술의 동치):
바로 위 증명과 비슷하게, 단조 감소하며 하계를 갖는 수열 {\displaystyle (a_{n})_{n\in \mathbb {N} }}은 단조 증가하며 상계를 갖는 수열 {\displaystyle (-a_{n})_{n\in \mathbb {N} }}에 대응한다는 데 주의하여 증명할 수 있다.

### 축소 구간 정리
닫힌구간의 열
{\displaystyle (I_{n}=[a_{n},b_{n}])_{n\in \mathbb {N} }\qquad (a_{n}\leq b_{n}\forall n\in \mathbb {N} )}
이
- {\displaystyle I_{1}\supset I_{2}\supset I_{3}\supset \cdots }
- {\displaystyle |I_{n}|\to 0\qquad (n\to \infty )}

를 만족한다고 하자. 축소 구간 정리에 따르면,
{\displaystyle \textstyle \bigcap _{n\in \mathbb {N} }I_{n}=\{c\}}
이게 되는 {\displaystyle c\in \mathbb {R} }이 존재하며, 더 일반적으로, 두 번째 전제를 제거하였을 때,
{\displaystyle \textstyle \bigcap _{n\in \mathbb {N} }I_{n}=[a,b]\qquad (a\leq b)}
이게 되는 {\displaystyle a,b\in \mathbb {R} }이 존재한다.
정리의 앞부분은 뒷부분에 포함되는 더 약한 명제이다.

### 하이네-보렐 정리
실수 부분 집합 {\displaystyle S\subset \mathbb {R} }에 대하여, {\displaystyle \textstyle \bigcup _{i\in I}C_{i}\supset S}를 만족시키는 실수 부분 집합족 {\displaystyle \{C_{i}\}_{i\in I}\subset {\mathcal {P}}(\mathbb {R} )}을 {\displaystyle S}의 덮개라고 한다.
하이네-보렐 정리에 따르면, 실수 유계 닫힌구간의 열린 구간 덮개는 항상 유한 부분 덮개를 갖는다. 풀어 말해, 실수 유계 닫힌구간을 어떤 열린 구간들로 '덮을' 수 있다면, 그들 중 유한 개의 열린 구간만을 골라서도 '덮을' 수 있다. 즉, 실수 유계 닫힌집합은 항상 콤팩트 집합이다.

### 극한점 성질
실수 부분 집합 {\displaystyle S\subset \mathbb {R} }의 극한점은 서로 동치인 다음 두 조건을 만족시키는 실수 {\displaystyle x\in \mathbb {R} }이다.
- 임의의 {\displaystyle \epsilon >0}에 대하여, {\displaystyle S\cap (x-\epsilon ,x+\epsilon )\setminus \{x\}\neq \varnothing }이다.
- 임의의 {\displaystyle \epsilon >0}에 대하여, {\displaystyle S\cap (x-\epsilon ,x+\epsilon )\setminus \{x\}}는 무한 집합이다.

극한점 성질에 따르면, 실수 유계 무한 집합은 극한점을 갖는다. 즉, 실수 유계 닫힌집합은 극한점 콤팩트 공간이다.

### 볼차노-바이어슈트라스 정리
볼차노-바이어슈트라스 정리에 따르면, 유계 수열은 수렴 부분 수열을 갖는다. 즉, 실수 유계 닫힌집합은 점렬 콤팩트 공간이다.

### 코시 성질
실수 코시 수열은 임의의 {\displaystyle \epsilon >0}에 대하여, 다음을 만족시키는 {\displaystyle N\in \mathbb {N} }이 존재하는 실수 수열 {\displaystyle (a_{n})_{n\in \mathbb {N} }}이다.
- 임의의 {\displaystyle n,m\in \mathbb {N} }에 대하여, {\displaystyle n,m>N}이면 {\displaystyle |a_{n}-a_{m}|<\epsilon }

코시 성질에 따르면, 실수 코시 수열은 수렴 수열이다. 즉, 실수 집합은 완비 거리 공간이다.

## 성질

### 함의 관계
순서체 공리 아래, 다음 공리들이 서로 동치이다. (즉, 이들 가운데 어느 하나라도 순서체 공리에 추가하면 실수의 한 가지 공리적 정의가 된다.)
- 상한 공리
- 단조 수렴 정리
- 축소 구간 정리
- 하이네-보렐 정리
- 극한점 성질
- 볼차노-바이어슈트라스 정리
- 코시 성질 + 아르키메데스 성질
- 약한 축소 구간 정리 + 아르키메데스 성질

또한, 다음과 같은 함의 관계가 존재한다.
- 상한 공리 ⇍ 코시 성질 ⇒ 약한 축소 구간 정리

즉, 코시 성질과 약한 축소 구간 정리는 나머지 공리들보다 약한 공리이며, 아르키메데스 성질을 추가하면 나머지 공리들과 동치이다.
증명 (상한 공리 ⇒ 단조 수렴 정리):
상한 공리 가정 아래, {\displaystyle (a_{n})_{n\in \mathbb {N} }}이 단조 증가하며 상계를 갖는 수열이라고 하자. 그렇다면, 그 집합으로서의 상한 {\displaystyle a}가 존재한다. 즉,
{\displaystyle a_{1}\leq a_{2}\leq \cdots \leq a}
이며, 임의의 {\displaystyle \epsilon >0}에 대하여, {\displaystyle a-\epsilon }은 상계가 아니다. 즉,
{\displaystyle a-\epsilon <a_{N}\leq a_{N+1}\leq a_{N+2}\leq \cdots \leq a}
이게 되는 {\displaystyle N\in \mathbb {N} }이 존재한다. 따라서, {\displaystyle (a_{n})_{n\in \mathbb {N} }}은 {\displaystyle a}로 수렴한다.
증명 (단조 수렴 정리 ⇒ 축소 구간 정리):
단조 수렴 정리 가정 아래, 구간의 열 {\displaystyle (I_{n})_{n\in \mathbb {N} }}이 위 두 전제 조건을 만족한다고 하자. 그렇다면, {\displaystyle (a_{n})_{n\in \mathbb {N} }}과 {\displaystyle (b_{n})_{n\in \mathbb {N} }}은
{\displaystyle a_{1}\leq a_{2}\leq \cdots \leq b_{2}\leq b_{1}}
이므로 둘 다 단조 유계 수열이다. 따라서 각자 어떤 {\displaystyle a,b\in \mathbb {R} }로 수렴한다. 또한, 극한의 순서 보존에 따라,
{\displaystyle a_{1}\leq a_{2}\leq \cdots \leq a\leq b\leq \cdots \leq b_{2}\leq b_{1}}
이며, 따라서 {\displaystyle \textstyle [a,b]\subset \bigcap _{n\in \mathbb {N} }I_{n}}이다.
이제 {\displaystyle c\in \mathbb {R} \setminus [a,b]}라고 하자. 그러면 {\displaystyle c<a}라고 가정하여도 무방하다. 극한의 성질에 따라, {\displaystyle c<a_{n}}이게 되는 {\displaystyle n\in \mathbb {N} }이 존재하므로, {\displaystyle \textstyle c\notin \bigcap _{n\in \mathbb {N} }I_{n}}이다.
증명 (축소 구간 정리 ⇒ 아르키메데스 성질):
(아르키메데스 성질은 바로 아래 증명에서 사용된다.) 축소 구간 정리 가정 아래, 임의의 {\displaystyle n\in \mathbb {N} }에 대하여 {\displaystyle nx\leq y}이게 되는 {\displaystyle x,y>0}이 존재한다고 하자. 그렇다면, 구간열
{\displaystyle (I_{n}=[nx,2y-nx])_{n\in \mathbb {N} }}
은 축소 구간 정리의 첫번째 전제를 만족한다. 따라서,
{\displaystyle \textstyle \bigcap _{n\in \mathbb {N} }I_{n}=[a,b]\qquad (a\leq b)}
이게 되는 {\displaystyle a,b\in \mathbb {R} }이 존재한다. 또한, 임의의 {\displaystyle n\in \mathbb {N} }에 대하여 {\displaystyle nx\leq a}이다. 그러나, {\displaystyle a-x\notin [a,b]}이므로, {\displaystyle a-x\notin [nx,2y-nx]}, 즉, {\displaystyle a-x<nx}, 즉, {\displaystyle a<(n+1)x}인 {\displaystyle n\in \mathbb {N} }이 존재하며, 이는 모순이 된다.
증명 (축소 구간 정리 ⇒ 하이네-보렐 정리):
축소 구간 정리 가정 아래, 유계 닫힌구간 {\displaystyle J_{0}=[a,b]}의 어떤 열린 구간 덮개 {\displaystyle \{C_{i}\}_{i\in I}}가 유한 부분 덮개를 갖지 않는다고 하자. 그렇다면, 이를 등분하여 얻는 두 부분 구간 {\displaystyle \textstyle \left[a,{\frac {a+b}{2}}\right]}와 {\displaystyle \textstyle \left[{\frac {a+b}{2}},b\right]} 가운데, 유한 부분 덮개를 갖지 않는 구간 {\displaystyle J_{1}}이 존재한다. 마찬가지로, {\displaystyle J_{1}}을 등분하여 얻는 두 부분 구간 가운데, 유한 부분 덮개를 갖지 않는 구간 {\displaystyle J_{2}}가 존재한다. 이를 반복하면, 닫힌구간의 열 {\displaystyle (J_{n})_{n\in \mathbb {N} }}을 얻으며, 아르키메데스 성질(축소 구간 정리로부터 함의된다)에 따라
{\displaystyle |J_{n}|={\frac {|J_{0}|}{2^{n}}}\to 0\qquad (n\to \infty )}
이므로, 축소 구간 정리의 전제를 만족한다. 또한, 그 속의 모든 구간은 유한 부분 덮개를 갖지 않는다. 따라서,
{\displaystyle \bigcap _{n\in \mathbb {N} }J_{n}=\{c\}}
이게 되는 {\displaystyle c\in \mathbb {R} }이 존재하며, 사실
{\displaystyle c\in \bigcap _{n\in \mathbb {N} }J_{n}\subset [a,b]\subset \bigcup _{i\in I}C_{i}}
이다. 따라서, {\displaystyle c\in C_{i}}이게 되는 {\displaystyle i\in I}가 존재한다.
{\displaystyle C_{i}}가 열린 구간이므로, {\displaystyle c}는 구간의 끝점이 아니다. 따라서 {\displaystyle C_{i}}의 양끝점과 {\displaystyle c}와의 거리는 모두 양수이다. 그 가운데 가장 작은 하나를 {\displaystyle \epsilon }이라고 하자. 그렇다면, {\displaystyle |J_{n}|\to 0}이므로,
{\displaystyle J_{n}\subset (c-\epsilon ,c+\epsilon )\subset C_{i}}
이게 되는 {\displaystyle n\in \mathbb {N} }이 존재한다. 이는 {\displaystyle \{C_{i}\}}가 {\displaystyle J_{n}}의 덮개라는 의미이며, 이는 {\displaystyle J_{n}}이 유한 부분 덮개를 갖지 않는다는 것과 모순이 된다.
증명 (하이네-보렐 정리 ⇒ 극한점 성질):
하이네-보렐 정리 가정 아래, 어떤 유계 무한 집합 {\displaystyle S\subset [a,b]}이 극한점을 갖지 못한다고 하자. 즉, 임의의 {\displaystyle x\in \mathbb {R} }에 대하여,
{\displaystyle |S\cap I_{x}|\leq 1}
이게 되는
{\displaystyle I_{x}=(x-\epsilon _{x},x+\epsilon _{x})\qquad (\epsilon _{x}>0)}
이 존재한다. 그렇다면,
{\displaystyle \{I_{x}\colon x\in [a,b]\}}
는 {\displaystyle [a,b]}의 열린 구간 덮개이므로, 유한 부분 덮개
{\displaystyle \{I_{x_{1}},I_{x_{2}},\ldots ,I_{x_{n}}\}}
을 갖는다. 이에 따라,
{\displaystyle |S|\leq \left|(S\cap I_{1})\cup (S\cap I_{2})\cup \cdots (S\cap I_{n})\right|\leq n}
이며, 이는 {\displaystyle S}가 무한 집합인 데 모순이다.
증명 (극한점 성질 ⇒ 볼차노-바이어슈트라스 정리):
첫번째 명제 아래, {\displaystyle (x_{n})_{n\in \mathbb {N} }}이 유계 수열이라고 하자.
만약 {\displaystyle (x_{n})_{n\in \mathbb {N} }}에 서로 같은 무한 개의 항이 존재한다면, 당연히 그들은 수렴 부분 수열을 이룬다.
만약 서로 같은 무한 개의 항이 존재하지 않는다면, {\displaystyle (x_{n})_{n\in \mathbb {N} }}은 집합으로서 무한 집합이며, 따라서 극한점 {\displaystyle x}를 갖는다. 즉, 임의의 {\displaystyle \epsilon }에 대하여,
{\displaystyle (x_{n})_{n\in \mathbb {N} }\cap (x-\epsilon ,x+\epsilon )}
은 무한 집합이다. 따라서, 
{\displaystyle n_{0}=0}
{\displaystyle n_{k}=\min \left\{n\in \mathbb {N} \colon n>n_{k-1}\land x_{n}\in \left(x-{\frac {1}{k}},x+{\frac {1}{k}}\right)\right\}}
로 정의된 {\displaystyle (x_{n_{k}})_{k\in \mathbb {N} }}은 {\displaystyle (x_{n})_{n\in \mathbb {N} }}의 수렴 부분 수열이다.
증명 (볼차노-바이어슈트라스 정리 ⇒ 코시 성질):
볼차노-바이어슈트라스 정리 가정 아래, {\displaystyle (a_{n})_{n\in \mathbb {N} }}이 코시 수열이라고 하자. 그렇다면, 코시 수열의 성질에 따라, 이는 유계 수열이며, 수렴 부분 수열 {\displaystyle a_{n_{k}}\to a}를 갖는다. 따라서, 임의의 {\displaystyle \epsilon >0}에 대하여, 임의의 {\displaystyle k>K}에 대하여 {\displaystyle \textstyle |a_{n_{k}}-a|<{\frac {\epsilon }{2}}}이게 되는 {\displaystyle K\in \mathbb {N} }이 존재한다. 또한, 임의의 {\displaystyle n,m>N}에 대하여 {\displaystyle \textstyle |a_{n}-a_{m}|<{\frac {\epsilon }{2}}}이게 되는 {\displaystyle N>K}가 존재한다. 따라서, 임의의 {\displaystyle n>N}에 대하여,
{\displaystyle |a_{n}-a|\leq |a_{n}-a_{n_{K+1}}|+|a_{n_{K+1}}-a|<\epsilon }
이게 된다. 즉, {\displaystyle a_{n}\to a}이다.
증명 (볼차노-바이어슈트라스 정리 ⇒ 아르키메데스 성질):
볼차노-바이어슈트라스 정리 가정 아래, 임의의 {\displaystyle n\in \mathbb {N} }에 대하여 {\displaystyle nx\leq y}인 {\displaystyle x,y>0}이 존재한다고 하자. 그렇다면, {\displaystyle (nx)_{n\in \mathbb {N} }}은 유계 수열이며, 따라서 수렴 부분 수열 {\displaystyle n_{k}x\to y_{0}}이 존재한다. 극한의 순서 보존에 따라, 임의의 {\displaystyle k\in \mathbb {N} }에 대하여 {\displaystyle n_{k}x\leq y_{0}}이며, 따라서 임의의 {\displaystyle n\in \mathbb {N} }에 대하여 {\displaystyle nx\leq y_{0}}이다. 그러나, 극한의 정의에 따라 {\displaystyle y_{0}-x<n_{k}x}, 즉, {\displaystyle y_{0}<(n_{k}+1)x}인 {\displaystyle k\in \mathbb {N} }이 존재하며, 이는 모순이다.
증명 (코시 성질 ⇒ 약한 축소 구간 정리):
코시 성질 가정 아래, 닫힌구간의 열 {\displaystyle (I_{n})_{n\in \mathbb {N} }}이 축소 구간 정리의 전제를 만족한다고 하자. 그렇다면,
{\displaystyle \max\{|a_{n}-a_{m}|,|b_{n}-b_{m}|\}\leq b_{\min\{n,m\}}-a_{\min\{n,m\}}\to 0\qquad (n,m\to \infty )}
이다. 즉, {\displaystyle (a_{n})_{n\in \mathbb {N} }}, {\displaystyle (b_{n})_{n\in \mathbb {N} }} 모두 코시 수열이며, 따라서 수렴 수열이다. 물론 두 수열의 극한은 같으며, 이를 {\displaystyle c}라고 하자. 그렇다면, 극한의 순서 보존에 따라
{\displaystyle a_{1}\leq a_{2}\leq \cdots \leq c\leq \cdots \leq b_{2}\leq b_{1}}
이며, 따라서 {\displaystyle \textstyle c\in \bigcap _{n\in \mathbb {N} }I_{n}}이다.
이제 {\displaystyle \textstyle c'\in \bigcap _{n\in \mathbb {N} }I_{n}}이라고 하자. 그렇다면, 임의의 {\displaystyle \epsilon >0}에 대하여, {\displaystyle |I_{n}|<\epsilon }이게 되는 {\displaystyle n\in \mathbb {N} }이 존재하므로,
{\displaystyle |c-c'|\leq |I_{n}|<\epsilon }
이다. 따라서, {\displaystyle c'=c}이다.
증명 (약한 축소 구간 정리 + 아르키메데스 성질 ⇒ 상한 공리):
축소 구간 정리 및 아르키메데스 성질 가정 아래, {\displaystyle a_{0}\in S\subset \mathbb {R} }이 상계 {\displaystyle b_{0}}를 갖는다고 하자. 그렇다면, 닫힌구간의 열 {\displaystyle (I_{n}=[a_{n},b_{n}])_{n\in \mathbb {N} }}이
{\displaystyle I_{0}=[a_{0},b_{0}]}
{\displaystyle I_{n+1}={\begin{cases}\left[a_{n},{\frac {a_{n}+b_{n}}{2}}\right]&\forall s\in S\colon s\leq {\frac {a_{n}+b_{n}}{2}}\\\left[{\frac {a_{n}+b_{n}}{2}},b_{n}\right]&\not \forall s\in S\colon s\leq {\frac {a_{n}+b_{n}}{2}}\end{cases}}}
와 같이 정의되었을 때, 아르키메데스 성질에 따라, 축소 구간 정리의 전제를 만족한다. 따라서, {\displaystyle \textstyle \cap _{n\in \mathbb {N} }I_{n}=\{c\}}인 {\displaystyle c\in \mathbb {R} }이 존재한다. 또한, 임의의 {\displaystyle n\in \mathbb {N} }에 대하여, {\displaystyle a_{n}}은 {\displaystyle S}의 원소, {\displaystyle b_{n}}은 {\displaystyle S}의 상계이다.
임의의 {\displaystyle s\in S} 및 {\displaystyle \epsilon >0}에 대하여,
{\displaystyle s\leq b_{n}\leq c+\epsilon }
인 {\displaystyle n\in \mathbb {N} }이 존재하며,
{\displaystyle c-\epsilon <a_{n}\leq c}
인 {\displaystyle n\in \mathbb {N} }이 존재하므로, {\displaystyle c}는 {\displaystyle S}의 상한이다.

## 예

### 아르키메데스 순서체 ⇏ 실수체
유리수 순서체 {\displaystyle \mathbb {Q} }는 아르키메데스 순서체이지만, 완비성을 만족하지 못한다. 예를 들어, 유리수 상계 {\displaystyle 2\in \mathbb {Q} }를 갖는 유리수 부분 집합
{\displaystyle \{x\in \mathbb {Q} \colon x^{2}<2\}}
는 실수 부분 집합으로서는 상한 {\displaystyle {\sqrt {2}}\in \mathbb {R} }을 갖지만, 유리수 상한을 갖지 못한다. 또한, 유리수 코시 수열
{\displaystyle (3,3.14,3.141,3.1415,\ldots )}
는 실수 수열로서는 원주율 {\displaystyle \pi \in \mathbb {R} }로 수렴하지만, 유리수에 수렴하지 못한다.

### 모든 코시 수열이 수렴하는 순서체 ⇏ 실수체
{\displaystyle \mathbb {R} } 위의 형식적 로랑 급수들의 집합 {\displaystyle \mathbb {R} ((t))} 위에 통상적인 연산 및 다음과 같은 크기를 주면 이는 순서체가 된다.
{\displaystyle \sum _{n=k}^{\infty }a_{n}t^{n}>0\Leftrightarrow a_{k}>0\qquad (a_{k}\neq 0)}
이 경우 모든 코시 수열이 수렴한다. 왜냐 하면, {\displaystyle \{x_{n}\}_{n\in \mathbb {N} }}이 코시 수열이라면 임의의 {\displaystyle r\in \mathbb {Z} }에 대해 {\displaystyle n,m\geq N\Rightarrow |x_{n}-x_{m}|<t^{r}}이 되게 하는 {\displaystyle N\in \mathbb {N} }이 존재하므로 각 항의 계수는 결국 상수 수열이 되기 때문이다.
그러나 {\displaystyle 1-nt>0\quad \forall n\in \mathbb {N} }이므로 {\displaystyle \mathbb {R} ((t))}는 아르키메데스 원리를 충족시키지 않으며, 따라서 실수체와 동형이 아니다.

## 참고 문헌
- 伍胜健 (2009년 8월). 《数学分析. 第一册》 (중국어). 北京: 北京大学出版社. ISBN 978-7-301-15685-8.